# William Lloyd Webber
William Southcombe Lloyd Webber, né le 11 mars 1914 à Londres et mort le 29 octobre 1982, est un organiste et compositeur britannique.